# Kubai sarlósfecske
A kubai sarlósfecske (Tachornis phoenicobia) a madarak (Aves) osztályának sarlósfecske-alakúak (Apodiformes) rendjébe, ezen belül a  sarlósfecskefélék (Apodidae) családjába tartozó faj.

## Rendszerezése
A fajt Philip Henry Gosse angol természettudós írta le 1847-ben.

## Alfajai
- Tachornis phoenicobia iradii (Lembeye, 1850)
- Tachornis phoenicobia phoenicobia Gosse, 1847[2]

## Előfordulása
A Kajmán-szigetek, Kuba, a Dominikai Köztársaság, Haiti, Jamaica, Puerto Rico és az Amerikai Egyesült Államok területén honos. 
Természetes élőhelyei szubtrópusi és trópusi füves puszták. Állandó, nem vonuló faj.

## Megjelenése
Testhossza 9–11,5 centiméter, testtömege 9,2–11 gramm.

## Életmódja
Rovarokkal táplálkozik.

## Természetvédelmi helyzete
Az elterjedési területe nagy, egyedszáma pedig stabil. A Természetvédelmi Világszövetség Vörös listáján nem fenyegetett fajként szerepel.